# Jintasaurus
Jintasaurus (лат.) — род травоядных птицетазовых динозавров, принадлежащих к группе Iguanodontia, живших в течение раннего мела в районе современного Китая. Описан в 2009 году. Типовой и единственный вид — Jintasaurus meniscus.
Голотип FRDC-GJ 6/2/52, был найден в бассейне Yujingzi (апт — альб) в провинции Ганьсу. Он состоит из задней части черепа. Кладистический анализ показал, что Jintasaurus является сестринским таксоном клады Hadrosauroidea и таким образом — базальным членом группы Hadrosauriformes.